# Jorge Sotomayor Tello
Jorge Manuel Sotomayor Tello (Lima, 25 de marzo de 1942-Río de Janeiro, 7 de enero de 2022) fue un matemático peruano-brasileño que trabajó en ecuaciones diferenciales.

## Biografía
Obtuvo su Ph.D. del Instituto de Matemática Pura e Aplicada en 1964 bajo la supervisión de Maurício Peixoto.
Recibió la Orden Nacional del Mérito Científico de Brasil en matemáticas. Desde 1994 hasta su muerte a principios de 2022, fue miembro de la Academia Brasileña de Ciencias.
Fue autor de los libros Lições de Equações Diferenciais Ordinárias y Curvas Definidas por Equações Diferenciais no Plano. También tradujo al portugués ensayos de Henri Poincaré, que fueron publicados en un libro bajo el título Um Poeta, um Matemático e um Físico: Três Ensaios Biográficos por Henri Poincaré.
Falleció el 7 de enero de 2022, a la edad de 79 años.

## Obras seleccionadas
- Sotomayor, J. (1974). «Generic one-parameter families of vector fields on two-dimensional manifolds». Publications Mathématiques de l'IHÉS 43: 5-46. doi:10.1007/bf02684365.
- Dumortier, F.; Roussarie, R.; Sotomayor, J. (1987). «Generic 3-parameter families of vector fields on the plane, unfolding a singularity with nilpotent linear part. The cusp case of codimension 3». Ergodic Theory and Dynamical Systems 7 (3): 375-413. doi:10.1017/s0143385700004119.
- "con C. Gutiérrez: Configuraciones estructuralmente estables de líneas de curvatura principal", Astérisque.